# 水井妃佐子
水井妃佐子（日语：／ Mizui Hisako，1972年3月29日—），日本已退役女子羽毛球运动员，前日本國家羽毛球隊成員。奈良縣大和高田市出生，畢業於四条畷学园高等學校及四条畷学园短期大学。她是上世纪九十年代初期日本的头号女子选手，夺得过诸多世界大赛女单、女双奖牌。其妹妹水井泰子亦为前日本國家羽毛球隊成員，其女儿水井敏捷为现役日本国家队成员。

## 简历

### 学生生涯
1989年11月，在四条畷学园高等學校上学的水井妃佐子参加了平成元年全國高等學校羽毛球錦標賽的女子单打项目。在最后的女单决赛中，她击败了来自熊本中央高等学校的宫村爱子（也是后来的日本国家队成员）获得女单冠军。次年，水井妃佐子进入四条畷学园短期大学、并在1990年的全日本综合羽毛球锦标赛上夺得自己第一个女子单打全国冠军。在短期大学毕业后，水井妃佐子于1992年4月加入Fujichu会社（MMG Arrows会社的前身）羽毛球部。

### 职业赛场
1992年，水井妃佐子代表日本参加在西班牙巴塞罗那举办的1992年夏季奧林匹克運動會羽毛球比赛，在单打项目中进入16强、在双打项目中搭档鴻原春美同样获得16强的成绩。1993年，水井妃佐子在全日本综合羽毛球锦标赛上完成女单三连冠的壮举。
1994年，水井妃佐子参加在日本本土广岛举办的亚洲运动会羽毛球比赛。在女子单打半决赛中，她爆冷击败了当时的世界头号女单选手王莲香挺进决赛，最终不敌韩国选手方銖賢获得一枚银牌。1996年，在美国亚特兰大举办的1996年夏季奧林匹克運動會羽毛球比赛中，水井妃佐子获得女单16强的成绩。

### 退役生活
1996年11月，水井妃佐子在当年的全日本综合羽毛球锦标赛上宣布正式退役。退役后，她和岩手縣立前澤高等學校羽毛球部的教练渡边清一结婚，改姓渡边，并育有一个女儿。2009年，水井妃佐子在离婚后又回到了故乡大和高田市，在大和高田市的工商会议所就职。她的女儿水井敏捷先后在大和高田市、三重縣伊勢市的小学、福島縣富岡市的中學，以及福岛县立双叶未来学园高等学校读书，目前已成为日本國家羽毛球隊B队成员。
2010年，水井妃佐子转籍到YONEX顾问部门，担当羽毛球培训班讲师。同时，她还成立了一只自己的青少年球队，开始着重对下一代年轻球员的培养。

## 主要比賽成績
只列出曾進入準決賽的國際賽事成績：
| 年份   | 賽事             | 公開賽級別 | 項目     | 搭檔     | 成績   |
| ------ | ---------------- | ---------- | -------- | -------- | ------ |
| 1988年 | 德国青年赛       | 其他       | 女子单打 | －       | 亚军   |
| 1988年 | 德国青年赛       | 其他       | 女子双打 | 宫村爱子 | 冠軍   |
| 1990年 | 亚洲运动会       | 其他       | 女子团体 | －       | 銅牌   |
| 1994年 | 亚洲运动会       | 其他       | 女子团体 | －       | 銅牌   |
| 1994年 | 亚洲运动会       | 其他       | 女子单打 | －       | 银牌   |
| 1996年 | 亚洲羽毛球锦标赛 | 其他       | 女子双打 | 水井泰子 | 半决赛 |